# Сен-Лё-ла-Форе
Сен-Лё-ла-Форе (фр. Saint-Leu-la-Forêt) — муниципалитет во Франции, в регионе Иль-де-Франс, департамент Валь-д'Уаз. Население — 15 243 человека (1999). Муниципалитет расположен на расстоянии около 20 км северо-западнее Парижа, 14 км восточнее Сержи.

## Демография
Динамика населения (Cassini и INSEE):